# Stenus pumilio
Stenus pumilio är en skalbaggsart som beskrevs av Wilhelm Ferdinand Erichson. Stenus pumilio ingår i släktet Stenus och familjen kortvingar. Arten är reproducerande i Sverige. Inga underarter finns listade i Catalogue of Life.